# 20th Television Animation
20th Television Animation è uno studio d'animazione statunitense che sviluppa serie animate principalmente per adulti. È una divisione di Disney Television Studios, sussidiaria di The Walt Disney Company.
Precedentemente nota come Fox Television Animation, nel 2021 ha assunto l'attuale denominazione.

## Storia
20th Television Animation viene fondata nel 1999 dalla Fox, con il nome di Fox Television Animation, per la produzione di serie tv d'animazione. La prima produzione dello studio è stata la terza stagione dei Griffin, precedentemente prodotta dalla Film Roman. Successivamente ha prodotto altre due serie create da Seth MacFarlane, American Dad! e The Cleveland Show.
Dal 2016 Fox Television Animation è subentrata a Film Roman nella produzione della serie tv d'animazione creata da Matt Groening, I Simpson.
Il 27 luglio 2018 The Walt Disney Company acquista la 21st Century Fox, proprietaria di tutti gli studi Fox compresa Fox Television Animation, per 71,3 miliardi di dollari.
Nel 2020, in seguito a una ristrutturazione aziendale, viene eliminato il marchio Fox da tutte le società in mano a Disney e Fox Television Animation viene rinominata 20th Animation.
Come parte di una riorganizzazione aziendale di Walt Disney Television, 20th Animation viene scorporata da 20th Television e viene rinominata 20th Television Animation. Il 30 marzo 2021 Merci Proietto viene scelta per guidare lo studio.

## Produzioni
Fino al 2021, tutte le serie erano prodotte in collaborazione con 20th Television.
- I Simpson (dalla stagione 28)
- I Griffin (dalla stagione 3)
- American Dad!
- The Cleveland Show
- Bob's Burgers  (dalla stagione 12)
- Solar Opposites (dalla stagione 3)
- Duncanville  (dalla stagione 2)
- Central Park (dalla stagione 2)
- The Great North (dalla stagione 2)
- The Prince
- Koala Man
- Futurama (dalla stagione 8)
- Hit-Monkey (dalla stagione 2)
- King of the Hill (dalla stagione 14)
- La famiglia Paloni: speciale halloween (speciale televisivo)
- Praise Petey

### Produzioni future
- Standing By

## Logo

Logo utilizzato come Fox Television Animation
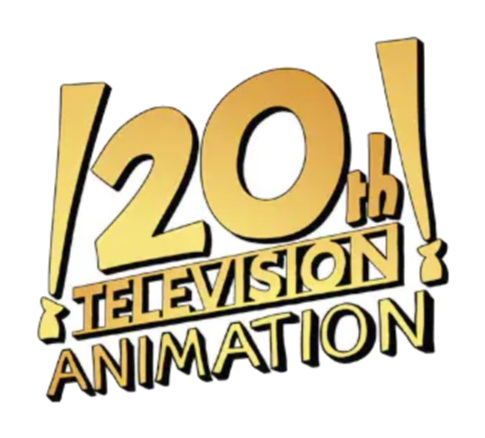
Logo in uso dal 2021